# Джо срещу вулкана
„Джо срещу вулкана“ (на английски: Joe Versus the Volcano) е американска романтична комедия от 1990 година на режисьора Джон Патрик Шенли с участието на Том Ханкс и Мег Райън.